# Lightweight Small Arms Technologies
Das Lightweight Small Arms Technology (LSAT) Programm wurde 2004 von der United States Army gestartet, um eine neue Familie von Handfeuerwaffen zu entwickeln, die die bisherigen Waffen im Kaliber 5,56 × 45 mm NATO ersetzen soll. Diese Entwicklungen sollen Teleskoppatronen mit hülsenloser Munition (CL – caseless) oder mit Komposithülsen (CTA – composite-cased telescoped ammunition) verschießen.

## Vorgeschichte
Nach dem Ende des Objective Individual Combat Weapon Programm wurde klar, dass die Entwicklung der Waffe nicht an konzeptionellen oder computertechnischen Hürden gescheitert war, sondern am Gesamtgewicht. Das besondere Augenmerk des LSAT-Programms richtet sich deshalb auf die Gewichtsverringerung von Handfeuerwaffen. Als Entwicklungsobjekt wurde ein leichtes Maschinengewehr gewählt. Da diese zu den schwersten Handfeuerwaffen überhaupt zählen, soll ein geringeres Gewicht in dieser Waffenfamilie eine besonders große Wirkung entfalten.

## Entwicklung
Zur schnelleren Entwicklung erwarb die AAI Corporation Lizenzen für die Technik des HK G11 von Heckler & Koch, unter anderem für den Walzenverschluss und die hülsenlose Munition.
Durch die Verwendung von Teleskoppatronen beim G11 und LSAT besitzen die Geschosse einen höheren ballistischen Koeffizienten, das heißt, sie verlieren während des Fluges weniger Energie. Für das LSAT-Programm wurde die 4,73 × 33 mm Munition des G11 auf 5,56 mm vergrößert.
Im Gegensatz zum Walzenverschluss des G11 dreht sich der Verschluss des LSAT um die Längsachse des Gewehrs, um eine Munitionszuführung sowohl mit Gurt als auch mit Magazin zu ermöglichen. Ein Rammer führt die Patronen von hinten in die Kammer, die daraufhin hinter den Lauf schwenkt. Nach dem Schuss schwenkt die Kammer wieder in Ladeposition; Gegenstände, die in der Kammer zurückbleiben (Komposithülse, Fehlzünder) werden von der nachfolgenden Patrone, die durch den Rammer hineingepresst wird, vorne ausgestoßen. Damit ist der Verschluss besonders für Gewehre im Bullpup-Design geeignet. Ein ähnlicher Verschluss wurde auch beim Steyr ACR eingesetzt.
Das LSAT-Gewehr ist so ausgelegt, dass es sowohl hülsenlose als auch Komposithülsenmunition ohne große Änderungen verschießen kann. Auf diese Weise sollen die Entwicklungsrisiken verringert werden.
Bis zum Jahr 2007 wurden deutliche Verbesserungen erzielt: Das Maschinengewehr ist um 45 % leichter als das M249 SAW. Die Teleskoppatronen mit Komposithülse sind um 33 % leichter als die normale 5,56 × 45 mm NATO-Munition; das Gewicht der hülsenlosen Munition um 51 % geringer. Es gibt auch das Gerücht, dass während der Tests ein Kompositlauf mit keramischer Innenbeschichtung getestet wurde, um das Gewicht weiter zu senken und die Hitzebeständigkeit des Laufes zu erhöhen. Als weiteres Ziel haben sich die Entwickler einen Höchstpreis von 3600 US-Dollar für die Waffe und 262 Dollar für 600 Schuss Munition gesteckt. Ferner werden elektronische Komponenten in die Waffe integriert, wie zum Beispiel ein Zählwerk für verschossene Patronen.
2008 wurde mit der Entwicklung eines Gewehrs begonnen, das die gleiche Technik verwendet.
Im Juni 2011 wurden das LMG, von dem bisher vier Exemplare gefertigt wurden, auf der Marine Corps Base Quantico einem ausgewählten Publikum vorgeführt.